# Сандра Булок
Сандра Анет Булок (енгл. Sandra Annette Bullock; Арлингтон, 26. јул 1964) америчка је глумица, комичарка и продуцент. Она је једна од најплаћенијих холивудских звезда свих времена.
Каријеру је почела крајем осамдесетих, играјући у романтичним комедијама. Најпознатија је по филмовима Брзина, Љубавне чаролије, Док си ти спавао, Мис тајни агент и Две недеље за заљубљивање. Веридба и Гравитација су њени финансијски најуспешнији филмови. За улогу у драми Мртав угао из 2009. године освојила је Златни глобус за најбољу главну глумицу у драми и Оскара за најбољу главну глумицу. Она је прва жена у историји чији је филм у Америци зарадио више од 200.000.000 долара, и прва која је исте године проглашена за најбољу и најгору глумицу Холивуда. Од њених новијих комедија, поред Веридбе, највећи комерцијални успех оствариле су и Жестоке девојке из 2013. и Оушнових 8 из 2018. године. За улогу у филму Гравитација, једном од критички и комерцијално најуспешнијих филмова свих времена, Булокова је била номинована за Награду „BAFTA”, Златни глобус и Оскара за најбољу главну глумицу. Године 2018. Булокова је са филмом Кутија за птице поставила рекорд за најгледанији филм платформе Нетфликс.
Сандра је једна од најбогатијих јавних личности на свету. Укупна зарада од њених филмова почетком 2022. износила је 5.300.000.000 долара. Годинама важи за једну од најомиљенијих глумица у Америци, где има репутацију једноставне девојке из комшилука. Часопис Пипл прогласио је за жену 2010. године, када је такође проглашена за највећу филмску звезду америчког Југа. Булокова је 2012. године уписана у Гинисову књигу рекорда као најплаћенија глумица у историји филма, а на Форбсовој листи најплаћенијих холивудских звезда, заузела је прво место и наредне две године – 2013. и 2014, са зарадом од 51 милион долара. Она је била најпопуларнија глумица прве деценије двадесетпрвог века, а често је навођена као краљица романтичних комедија.

## Детињство
Рођена је 26. јула 1964. године у Арлингтону (Вирџинија), у породици Џона Булока (пореклом из Бермингхама, Алабама), службеника у копненој војсци САД, и Хелге Д. Мајер, оперске певачице немачког порекла. До своје дванаесте године живела је у Нирнбергу где су се њени родитељи упознали и венчали. Пропутовала је готово све крајеве Европе пратећи мајку на турнејама. Као девојчица учила је балет и певање, била је члан дечјег хора, а повремено је уз мајку наступала у мањим улогама у операма. Течно говори немачки језик. Похађала је средњу школу „Вашингтон-Ли“ (Washington-Lee High School), глумила у школским представама и била члан групе навијачица. Похађала је драму на универзитету „Источна Каролина“. Иако је до дипломе имала само три испита, напустила је факултет и у потрази за глумачким ангажманом отишла у Њујорк где се издржавала радећи као бармен и конобарица. После неког времена завршава факултет.

## Филмска каријера

### Први филмови: „Брзина“
| „                                  | Почеци су обично страшни, завршеци тужни, али битно је оно између. Увек се сетите овога на почетку. | ” |
| — Сандра Булок, Uptown Magazine, (8. јануар 2009) | |   |

За време боравка у Њујорку похађала је часове глуме у школи „Нејборхуд плејхаус“. Потом се преселила у Лос Анђелес где је добила мање улоге у неколико студентских филмова, а затим у представи No Time Flat. Године 1989, на препоруку редитеља представе Алана Ливија, добила је улогу у независном филму Bionic Showdown: The Six Million Dollar Man and the Bionic Woman. Потом је добила прве улоге у нискобуџетним филмовима Љубавни напитак бр. 9, Ситница звана љубав и Пожар на Амазону. У Пожару на Амазону пристала је да се обнажи, али под условом да се не види превише. Њен први запаженији наступ на филму била је улога полицајке Ленине Хаксли у акционом филму Разбијач у којем је наступила уз филмске великане Силвестера Сталонеа и Веслија Снајпса. Иако јој је та улога донела и номинацију за награду Златна малина за најгору глумицу, омогућила јој је да добије главну улогу у блокбастеру Брзина уз Кијануа Ривса. За наступ у Брзини добила је МТВ награду и награду Сатурн за најбољу глумицу.

### 1995—2000: „Док си ти спавао“
Њена прва велика улога била је у романтичној драми Док си ти спавао из 1995. године. Улога је била намењена Деми Мур, али је добила Сандра Булок и одмах привукла пажњу публике, медија и критике. Улога јој је донела две номинације за МТВ награду као и прву номинацију за Златни глобус за најбољу главну глумицу. Уследиле су улоге у трилерима Мрежа, Време за убијање и Брзина 2: контрола крстарења, као и у драмама Украдена срца, У љубави и рату и Увек постоји нада (заједно са Џином Роуландс). Из тог периода се издваја и филм Љубавне чаролије у којем су се, уз Булокову, нашле и оскаровке: Никол Кидман, Стокард Ченинг и Дајана Вист. Ради се о породичној драми са елементима фантастичног, а тема филма је живот две сестре вештице и њихова борба са предрасудама и неразумевањем околине. Њена последња два филма у прошлом миленијуму су анимирани филм Принц Египта, добитник Оскара за најбољу песму, и љубавна драма Силе природе у којој јој је партнер био Бен Афлек.
Филмски часопис Емпајер (Empire) је крајем 1997. године уврстио Сандру Булок на 58. место на листи 100 највећих филмских звезда свих времена. Крајем 20. века, Булокова је већ била велико име романтичних комедија, једнако популарна као и Џулија Робертс, највећа филмска звезда деведесетих.

### 2000—2007: „Мис тајни агент“
Прва два филма која је Булокова снимила 2000. године су драме Агент под стресом са Лијамом Нисоном у главној улози и 28 дана, филм о одвикавању од алкохола, у којем јој је партнер Виго Мортенсен. Мис тајни агент, трећи филм који је снимила у новом миленијуму, био је најуспешнији филм у њеној дотадашњој каријери. Поред чињенице да је биоскопска зарада износила чак 213.000.000 долара, улога у филму донела јој је и другу номинацију за Златни глобус за најбољу главну глумицу.
Затим је снимила филмове Убиство по ставкама, Две недеље за заљубљивање са Хјуом Грантом, породичну драму Божанствене тајне Ја-Ја сестринства са Елен Берстин, те Оскаром награђену драму Фатална несрећа. У овом филму глуми Џин Кабот, богату и размажену жену која након незгоде постаје саосећајна и хумана. Године 2005. и 2006. игра у блокбастерима Мис тајни агент 2: опасна и заносна и Кућа на језеру, у којем јој је партнер поново Кијану Ривс. Наступом у филму Мис тајни агент 2 зарадила је 17.500.000 долара. Крајем 2006. године добија своју звезду на Булевару славних. Затим је уследила мања улога у драми Освајач Кевина Бејкона, док у филму Озлоглашен, који говори о животу Трумана Капотија, тумачи лик Харпер Ли. Потом је наступила у психолошком трилеру Предосећај у којем јој је партнер био Џулијан Макман. Макман је овако описао сарадњу са Сандром Булок: Ја сам велики обожавалац Сандре Булок. Њену каријеру пратим већ дуже време, видео сам је на насловним странама многих часописа - па који славољубив глумац не би желео да ради са њом?

### 2008—2010: „Веридба“ и „Мртав угао“
Две године после премијере филма Предосећај Булокова снима три филма. За комедију Све о Стиву са Бредлијем Купером у споредној улози, Булокова добија две Златне малине, којом стиче неславну титулу најгоре глумице на свету. Филм Веридба, са Рајаном Рејнолдсом у споредној улози, зарадио је 317.000.000 долара и донео joj је трећу номинацију за Златни глобус за најбољу главну глумицу. Коначно, за улогу у спортској драми Мртав угао добија Награду Удружења филмских глумаца, Награду филмске критике, Златни глобус за најбољу главну глумицу као и Оскара за најбољу глумицу у главној улози. Уз то, филм је зарадио 309.208.309 долара широм света, чиме је постао комерцијално најуспешнији филм свих времена у групи филмова са главним женским ликом. Сандра је уједно постала прва глумица у историји чији је филм само у Америци зарадио више од 200.000.000 долара.
Колико због награда и признања, толико и због бурног приватног живота, пажња медија је константно била усмерена ка Булоковој. Године 2010. понела је неколико титула: модна икона године, најтраженија и најисплативија холивудска звезда, најплаћенија глумица на свету (са 55.000.000 долара по улози), а највеће изненађење било је осмо место на Форбсовој листи 100 најмоћнијих јавних личности на свету, чиме је Булокова и званично постала најмоћнија личност из света филма. Такође, Сандра Булок је једина глумица у историји филмске индустрије која је у истој години добила и Оскара и Златну малину, чиме је понела титулу најбоље и најгоре глумице у 2009.

### 2010—2014: „Жестоке девојке“ и „Гравитација“
Сандра се због бројних скандала који су је пратили, повукла из јавног живота, неколико дана пошто јој је уручен Оскар. Појављивала се повремено, и то једино како би примила награде које су јој додељиване. Први пут је изашла пред камере на додели награда Мушкарци бирају, где су је уз бурне овације амерички војници прогласили за забављача године. Неколико дана касније, појавила се и на доделама МТВ награда, где јој је уручена Награда генерације. Сандра је тада искористила прилику па пољубила Скарлет Џохансон, како би на шаљив начин показала да оне нису у свађи око Рајана Рејнолдса, како се у то време писало. Трећи велики наступ имала је тек на додели Оскара 2011, где је Колину Ферту уручила Оскар за најбољег главног глумца. Њен говор је према мишљењу медија био веома духовит, а она виспрена и шармантна, па је већ сутрадан покренуто неколико интернет-кампања да Булокова буде домаћин доделе Оскара 2012. године. У августу исте године нашла се на деветом месту листе најплаћенијих глумица на свету, са петнаест милиона долара по филму. Почетком 2012. заузела је шесто место на листи највећих биоскопских звезда у Америци.
У јулу 2011, снимила је своје прве филмове после двогодишње паузе - Јако гласно и невероватно близу, са Томом Хенксом у главној улози, чија је премијера била у децембру исте године, и научнофантастични филм Гравитација, где јој је партнер Џорџ Клуни. Када је упознао Булокову, млада звезда филма Јако гласно..., тринаестогодишњи Томас Хорн, био је импресиониран што, према његовим речима, глуми поред највеће филмске звезде на свету. У јануару је уписана у Гинисову књигу рекорда као најплаћенија глумица свих времена, са зарадом од 56.000.000 долара по филму. У јуну је у Београду премијерно приказана акциона комедија Жестоке девојке, у којој Булокова поред Мелисе Макарти глуми полицајку која покушава да ухвати озлоглашеног криминалца. Ова комедија је била актуелни летњи хит, са зарадом од 130 милиона долара за мање од месец дана приказивања. Филм Гравитација отворио је пак Филмски фестивал у Венецији, у августу 2013. године, где је изазвао опште одушевљење и одличне критике. У септембру је приказан на фестивалима у Телјурајду и Торонту, где је уз филм Дванаест година ропства проглашен за најбољи филм 2013. године. Булокова је такође добила изузетно добре критике за своју глуму. Филм Гравитација се сматра врхунцем њеног дотадашњег глумачког опуса. Улога докторке Рајан Стоун у овом научнофантастичном трилеру донео јој је номинације за десетине награда из бранше, између осталих и за Златни глобус и Оскара за најбољу главну глумицу.

### 2015—2021: Успех на Нетфликсу
Године 2015. Сандра је позајмила глас Скарлет Опакић, главној антагонисткињи анимираног филма Малци. Овај цртани филм постао је њен комерцијално најуспешнији филм у каријери, будући да је од биоскопских пројекција зарадио више од милијарду долара. Исте године играла је главну улогу и продуцирала филм Наш бренд је криза, који се није прославио ни међу публиком, ни међу филмским критичарима.
Већ 2018. глумица понавља успех захваљујући психолошком трилеру Кутија за птице, оригиналној продукцији платформе Нетфликс. Био је то први пут да је Булокова сарађивала са овом кућом. Улога Малори, жене која повезаних очију, са двоје деце поред себе, покушава да бежи од невидљивог чудовишта у постапокалиптичном свету, донела јој је многобројне похвале филмске критике, а убрзо је обелодањено да је крајем децембра 2018. године Кутија за птице био најгледанији Нетфликсов филм од кад та платформа постоји.

## Приватни живот
Булокова је у мају 2011. године купила вилу на Беверли Хилсу, вредну 22.900.000 долара. Кућа има седам спаваћих соба, осам купатила у стилу Тјудора, канцеларију, гаражу и поглед на Пацифик. Сандрина популарност је од 2009. године нагло порасла, и сваки детаљ из њеног приватног живота био је медијски испраћен. Године 2011. проглашена је за једну од пет најпопуларнијих и најомиљенијих јавних личности у Америци.

### Љубавни живот
Сандра Булок је била верена са глумцем Тејтом Донованом, којег је упознала на снимању филма Љубавни напитак бр. 9. Били су у вези четири године. Забављала се и са фудбалером Тројом Ејкманом, музичаром Бобом Шнајдером, као и са глумцима Метјуом Маконахејем (којег је упознала на снимању филма Време за убијање) и Рајаном Гозлингом, партнером у филму Убиство по ставкама. Године 2003. упознала је мотоциклисту и ТВ-личност Џесија Џејмса са којим се венчала 16. јула 2005. године. Пар се развео 28. јуна 2010. године због Џејмсовог неверства које је доспело у медије неколико дана пошто је глумица добила Оскара. Новине су обелоданиле његову везу са порно-глумицом Мишел Макги, коју је упознао у време док је Булокова снимала Мртав угао. Сазнавши за то, Булокова је отказала долазак на лондонску премијеру филма Мртав угао при чему је својим обожаваоцима у Великој Британији поручила да јој је веома жао и да се нада да јој неће замерити. Неколико дана потом, напустила је кућу у којој је од 2005. живела са Џејмсом. Очекивано, Џеси је стекао епитет најомраженијег човека у Америци. У једном од интервјуа које је давао после развода, рекао је да ће Американци престати да га мрзе тек када се буде убио.

### Деца
Крајем априла 2010. године, након дужег одсуствовања из јавности, Булокова је доспела на насловну страну часописа Пипл (People) захваљујући „ексклузивној вести“. Глумица је том приликом објавила да је усвојила тамнопутог дечака из Њу Орлеанса. Процес усвајања трајао је већ три године, а Булокова се на то одлучила када је са Џесијем Џејмсом боравила у Њу Орлеансу, пружајући хуманитарну помоћ пострадалима од урагана Катрина. Булокова је дечаку дала име Луј, по Лују Армстронгу, њеном омиљеном музичару. У децембру 2015. године глумица се опет појавила на насловној страни магазина Пипл, и објавила да је усвојила још једно дете, трогодишњу девојчицу Лајлу.

### Саобраћајне несреће и друге незгоде
Двадесет другог априла 2007. године извесна Марша Валентајн покушала је својим аутомобилом да прегази Сандриног супруга испред њихове куће у области Оринџ у Калифорнији. Жена је након хапшења изјавила да је ватрени обожавалац Сандре Булок. У децембру 2000. године, Сандра Булок је преживела пад чартер-авиона приликом неуспешног ноћног слетања на снегом завејану писту аеродрома Џексон Хоул код Џексона у Вајомингу. У октобру 2004. године добила је судску парницу против грађевинца којег је ангажовала на изградњи своје куће на језеру Остин у Тексасу, којом је грађевинац морао да јој исплати одштету од неколико милиона долара будући да је, по мишљењу суда, кућа била неподесна за становање. Кућа је касније срушена, а на истом месту је изграђена нова.

### Хуманитарни рад
Сандра Булок је Црвеном крсту Америке донирала четири пута по милион долара: 2001. године, као помоћ пострадалима у нападима 11. септембра, 2004. као помоћ жртвама цунамија у Индијском океану, 2010. као помоћ пострадалима у земљотресу на Хаитију, а 2011. за санирање последица цунамија и земљотреса код острва Хоншу.
Године 2012. донирала је 25.000 долара колеџу Ворен Истон у Њу Орлеансу, а пет година касније милион долара за помоћ пострадалима у урагану Харви у Тексасу.

## Предузетништво
Власница је продуцентске куће Фортис филмс (Fortis Films) у којој јој је сестра Гезине била потпредседник. Булокова је била и извршни продуцент емисије Шоу Џорџа Лопеза (The George Lopez Show) којом је зарадила 10.000.000 долара.
Године 2006. у Остину је отворила ресторан Бес бистро (Bess Bistro), а потом цвећару и пекару. Поседује и кућу на острву Тајби, неколико километара од Саване, Џорџија.

## Филмографија
До 2009. године филмови у којима је наступала зарадили су више од 3,2 милијарде долара. Већину њених филмова прихватили су и публика и критика, али неке не. Британски филмски критичар Марк Кермод за Булокову је изјавио да је у целој каријери снимила свега три добра филма, али она је забавна, она је дивна, немогуће је не волети је иако ће и даље играти у лошем филму након лошег филма....
| Улоге Сандре Булок |                                     |                |                          | |
| Година             | Српски назив                        | Изворни назив  | Улога                    | Напомена |
| 1987               |                                     |                | Лиса Едвардс ()          | |
| 1989               | Будала и њен новац                  |                | Деби ()                  | |
| 1989               |                                     | Кејт Мејсон () |                          | |
| 1989               | Ко је убио Патаконга?               |                | Девлин Моран ()          | |
| 1992               | Мафија и ја                         |                | Лори ()                  | |
| 1992               | Када је забава готова               |                | Аманда ()                | |
| 1992               | Љубавни напитак бр. 9               |                | Дајен Фероу ()           | |
| 1993               | Нестајање                           |                | Дајана Шејвер ()         | |
| 1993               | Ситница звана љубав                 |                | Линда Лу Линден ()       | |
| 1993               | Разбијач                            |                | Ленина Хаксли ()         | номинована - Златна малина за најгору споредну глумицу |
| 1993               | Пожар на Амазону                    |                | Алиса Ротман ()          | |
| 1993               | Пријатељи Ернеста Хемингвеја        | y              | Елејн ()                 | |
| 1994               | Брзина                              |                | Ени Портер ()            | Сатурн за најбољу глумицу |
| 1995               | Док си ти спавао                    |                | Луси Модерац ()          | номинована - Златни глобус за најбољу главну глумицу (комедија) |
| 1995               | Мрежа                               |                | Анџела Бенет ()          | |
| 1996               | Украдена срца                       |                | Роуз ()                  | |
| 1996               | Време за убијање                    |                | Елен Рорк ()             | |
| 1996               | У љубави и рату                     |                | Агнес фон Курофски ()    | |
| 1997               | Брзина 2: контрола крстарења        |                | Ени Портер ()            | номинована - Златна малина за најгору главну глумицу номинована - Златна малина за најгори пар |
| 1998               | Увек постоји нада                   |                | Берди Пруит ()           | |
| 1998               | Љубавне чаролије                    |                | Сали Овенс ()            | |
| 1998               | Принц Египта                        |                | Мирјам ()                | (глас) |
| 1999               | Силе природе                        |                | Сара Луис ()             | |
| 2000               | Агент под стресом                   |                | Џуди Тип ()              | |
| 2000               | 28 дана                             |                | Гвен Камингс ()          | |
| 2000               | Мис тајни агент                     |                | Грејси Харт ()           | номинована - Златни глобус за најбољу главну глумицу (комедија) |
| 2002               | Убиство по ставкама                 |                | Кејси Мејведер ()        | |
| 2002               | Божанствене тајне Ја-Ја сестринства |                | Сидали Вокер ()          | |
| 2002               | Две недеље за заљубљивање           |                | Луси Келсон ()           | |
| 2004               | Фатална несрећа                     |                | Џин Кабот ()             | |
| 2005               | Освајач                             |                | Госпођа Харкер ()        | |
| 2005               | Мис тајни агент 2: опасна и заносна |                | Грејси Харт ()           | |
| 2006               | Кућа на језеру                      |                | Кејт Форстер ()          | Најбоља споредна глумица (Холивудски филмски фестивал) |
| 2006               | Озлоглашен                          |                | Ли Харпер ()             | Најбоља споредна глумица (Холивудски филмски фестивал) |
| 2007               | Предосећај                          |                | Линда Хансон ()          | |
| 2009               | Веридба                             |                | Маргарет Тејт ()         | номинована - Златни глобус за најбољу главну глумицу (комедија) |
| 2009               | Све о Стиву                         |                | Мери Хоровиц ()          | Златна малина за најгору главну глумицу Златна малина за најгори пар |
| 2009               | Мртав угао                          |                | Ли Ен Туи ()             | Оскар за најбољу главну глумицу Златни глобус за најбољу главну глумицу (драма) Награда Удружења глумаца за најбољу глумицу Награда филмске критике за најбољу главну глумицу |
| 2011               | Јако гласно и невероватно близу     |                | Линда Шел ()             | |
| 2013               | Жестоке девојке                     |                | Сара Ешберн ()           | |
| 2013               | Гравитација                         |                | Рајан Стоун ()           | Најбоља главна глумица (Холивудски филмски фестивал) номинована - Оскар за најбољу главну глумицу номинована - Златни глобус за најбољу главну глумицу (драма) номинована - Награда Удружења глумаца за најбољу главну глумицу номинована - Награда Удружења филмских критичара за најбољу главну глумицу номинована - Награда BAFTA за најбољу глумицу у главној улози |
| 2013               | Премијери: Пионири (документарни)   |                | Голда Меир ()            | (глас) |
| 2015               | Малци                               |                | Скарлет Опакић ()        | |
| 2015               | Наш бренд је криза                  |                | Џејн „Каламити“ Бодин () | |
| 2018               | Оушнових 8                          |                | Деби Оушн ()             | |
| 2018               | Кутија за птице                     |                | Малори Хејс ()           | |
| 2021               | Неопростиво                         |                | Рут Слејтер ()           | |
| 2022               | Изгубљени град                      |                | Лорета Сејџ ()           | |
| 2022               | Брзина метка                        |                | Марија Буба ()           | |

## Глумци са којима је сарађивала
- Ен Банкрофт (Љубавни напитак бр. 9)
- Џеф Бриџиз (Нестајање)
- Кифер Садерланд (Нестајање и Време за убијање)
- Силвестер Сталоне (Разбијач)
- Весли Снајпс (Разбијач)
- Роберт Дувал (Рвајући се са Ернестом Хемингвејем)
- Ширли Маклејн (Рвајући се са Ернестом Хемингвејем)
- Кијану Ривс (Брзина и Кућа на језеру)
- Денис Хопер (Брзина)
- Метју Маконахеј (Време за убијање)
- Самјуел Л. Џексон (Време за убијање)
- Доналд Садерланд (Време за убијање)
- Ешли Џад (Време за убијање и Божанствене тајне)
- Кевин Спејси (Време за убијање)
- Џина Роуландс (Увек постоји нада)
- Никол Кидман (Практична магија)
- Дајана Вист (Практична магија)
- Мишел Фајфер (Принц Египта)
- Рејф Фајнс (Принц Египта)
- Хелен Мирен (Принц Египта)
- Стив Мартин (Принц Египта)
- Бен Афлек (Силе природе)
- Лијам Нисон (Агент под стресом)
- Виго Мортенсен (28 дана)
- Мајкл Кејн (Мис тајни агент)
- Рајан Гозлинг (Убиство по ставкама)
- Елен Берстин (Божанствене тајне)
- Меги Смит (Божанствене тајне)
- Хју Грант (Две недеље за заљубљивање)
- Мет Дилон (Фатална несрећа и Освајач)
- Сигорни Вивер (Озлоглашен)
- Данијел Крејг (Озлоглашен)
- Гвинет Палтроу (Озлоглашен)
- Кети Бејтс (Мртав угао)
- Том Хенкс (Изузетно близу...)
- Џорџ Клуни (Гравитација)
- Кејт Бланчет (Оушнових 8)
- Ријана (Оушнових 8)
- Ен Хатавеј (Оушнових 8)
- Хелена Бонам Картер (Оушнових 8)